# Чемпионат Европы по лёгкой атлетике 2014 — бег на 5000 метров (мужчины)
Соревнования по бегу на 5000 метров у мужчин на чемпионате Европы по лёгкой атлетике в Цюрихе прошли 17 августа 2014 года на стадионе «Летцигрунд».

## Рекорды
До начала соревнований действующими были следующие рекорды.
| Мировой рекорд                   | Кенениса Бекеле (Эфиопия)    | 12.37,35 | Хенгело, Нидерланды | 31 мая 2004     |
| Рекорд Европы                    | Мохаммед Мурхит (Бельгия)    | 12.49,71 | Брюссель, Бельгия   | 25 августа 2000 |
| Рекорд чемпионатов Европы        | Джек Бакнер (Великобритания) | 13.10,15 | Штутгарт, ФРГ       | 31 августа 1986 |
| Лучший результат сезона в мире   | Эдвин Сой (Кения)            | 12.59,82 | Париж, Франция      | 5 июля 2014     |
| Лучший результат сезона в Европе | Энди Вернон (Великобритания) | 13.11,50 | Пало-Альто, США     | 4 мая 2014      |

## Расписание
| Дата            | Время | Раунд соревнований |
| --------------- | ----- | ------------------ |
| 17 августа 2014 | 16:30 | Финал              |

Время местное (UTC+2)

## Медалисты
| Золото                        | Серебро                     | Бронза                     |
| Мохаммед Фарах Великобритания | Хайле Ибрагимов Азербайджан | Энди Вернон Великобритания |

## Результаты
Финал в беге на 5000 метров у мужчин состоялся 17 августа 2014 года. Для участия на данной дистанции заявилось всего 16 бегунов, в связи с чем предварительные забеги были отменены, все атлеты были допущены сразу в финал. С первых метров бег проходил в очень медленном темпе, участники держались в плотной общей группе и ждали финишных метров. В этих условиях комфортно чувствовал себя двукратный олимпийский чемпион Мохаммед Фарах, в очередной раз продемонстрировавший свой феноменальный финишный рывок, принёсший ему второе золото чемпионата Европы — 2014. Последний километр он преодолел за 2.22. Вторую медаль турнира завоевал ещё один британец, Энди Вернон, к серебру на 10 000 метрах добавивший бронзу на дистанции вдвое короче. Очень слабое начало забега стало причиной того, что результат победителя (14.05,82) стал самым медленным на чемпионатах Европы начиная с 1946 года.

Обозначения: | WR — Мировой рекорд | ER — Рекорд Европы | CR — Рекорд чемпионатов Европы | NR — Национальный рекорд | NUR — Национальный рекорд среди молодёжи | EL — Лучший результат сезона в Европе | PB — Личный рекорд | SB — Лучший результат в сезоне | DNS — Не стартовал | DNF — Не финишировал | DQ — Дисквалифицирован

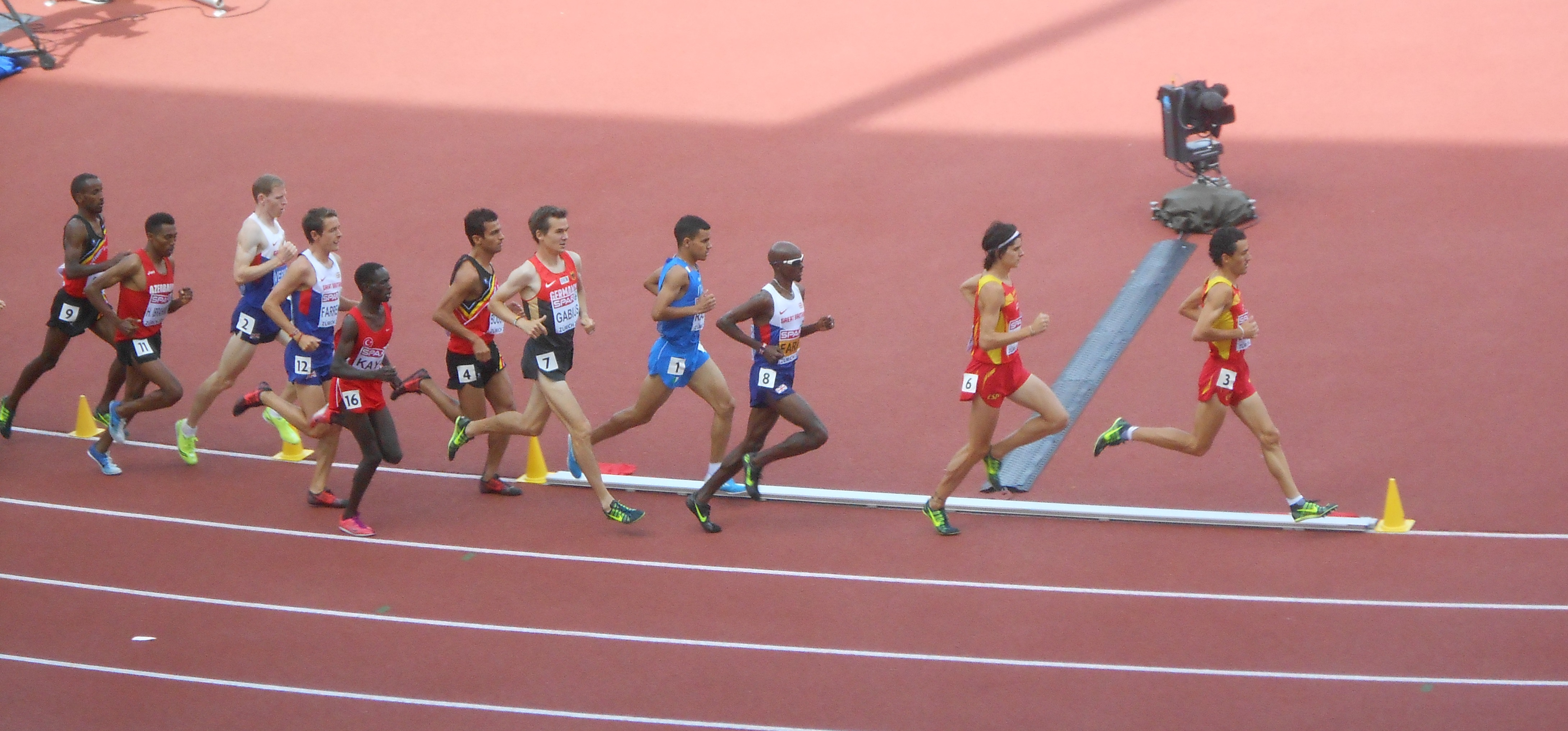
Забег проходил в невысоком темпе

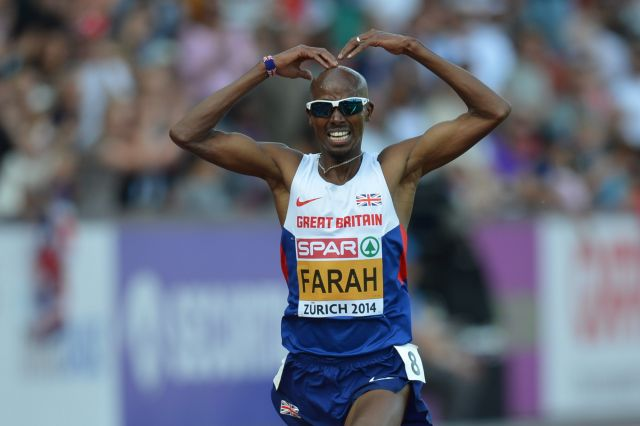
Мо Фарах одержал вторую победу на чемпионате Европы в Цюрихе

| Место | Атлет            | Гражданство    | Результат | Примечания |
| ----- | ---------------- | -------------- | --------- | ---------- |
| 1     | Мохаммед Фарах   | Великобритания | 14:05.82  |            |
| 2     | Хайле Ибрагимов  | Азербайджан    | 14:08.32  |            |
| 3     | Энди Вернон      | Великобритания | 14:09.48  |            |
| 4     | Рихард Рингер    | Германия       | 14:10.92  |            |
| 5     | Роберто Алаис    | Испания        | 14:11.47  |            |
| 6     | Буабделлах Тахри | Франция        | 14:11.62  |            |
| 7     | Арне Габиус      | Германия       | 14:11.84  |            |
| 8     | Антонио Абадиа   | Испания        | 14:11.89  |            |
| 9     | Али Кая          | Турция         | 14:12.53  |            |
| 10    | Тийдрек Нурме    | Эстония        | 14:13.89  | SB         |
| 11    | Хесус Эспанья    | Испания        | 14:14.57  |            |
| 12    | Томас Фаррелл    | Великобритания | 14:15.93  |            |
| 13    | Брентон Роу      | Австрия        | 14:16.46  |            |
| 14    | Маруан Разин     | Италия         | 14:16.95  |            |
| 15    | Суфьян Бушихи    | Бельгия        | 14:17.43  |            |
| 16    | Башир Абди       | Бельгия        | 14:24.73  |            |